# Srbce (Distrito de Prostějov)
Srbce es un pueblo y municipio en el Distrito de Prostějov en la Región de Olomouc de la República Checa.
Srbce se encuentra a unos 21 kilómetros (13 millas) al sureste de Prostějov, 33 kilómetros (21 millas) al sur de Olomouc, y 221 kilómetros (137 millas) al sureste de Praga.